# 窄叶南蛇藤
窄叶南蛇藤（学名：Celastrus oblanceifolius）为卫矛科南蛇藤属的植物，是中国的特有植物。分布在中国大陆的福建、安徽、广西、浙江、江西、广东、湖南等地，生长于海拔500米至1,000米的地区，见于山坡湿地以及溪边灌丛中，目前尚未由人工引种栽培。